# Gomphomastax kughitangi
Gomphomastax kughitangi är en insektsart som beskrevs av Bei-bienko 1949. Gomphomastax kughitangi ingår i släktet Gomphomastax och familjen Eumastacidae. Inga underarter finns listade i Catalogue of Life.